# 吉奥利ETO足球俱乐部
吉奧利ETO足球俱乐部（Győri ETO FC）是匈牙利足球俱乐部，位于匈牙利杰尔，球队现属于匈牙利足球甲级联赛（Borsodi Liga）。
吉奥利ETO的主场球衣色为白色上衣，深绿色短裤和深绿色球袜。

## 知名球员
- 吉尤拉·哈伊赞
- 彼得·维尔梅斯
- 瓦西利·米柳塔
- 米科洛斯·菲赫尔
- 托马斯·布里斯金

## 球队荣誉
- 匈牙利足球甲級聯賽冠军: 4次
  - 1963年，1981–82年，1982–83年，2012–13年
- 匈牙利盃: 4次
  - 1965年, 1966年, 1967年, 1978–79年
- 匈牙利超級盃: 1次
  - 2013年
- 歐洲冠軍聯賽
  - 準决赛: 1965年 1次